# Andrea Fedi
Andrea Fedi (Prato, 29 mei 1991) is een Italiaans voormalig professioneel wielrenner.

## Overwinningen
2013
3e etappe Ronde van Slowakije
2016
Trofeo Laigueglia

## Resultaten in voornaamste wedstrijden
| Jaar | Ronde van Italië | Ronde van Frankrijk | Ronde van Spanje |
| ---- | ---------------- | ------------------- | ---------------- |
| 2014 | 148e             |                     |                  |
| 2015 |                  |                     |                  |
| 2016 |                  |                     |                  |

| Jaar | Milaan-San Remo | Ronde van Vlaanderen | Ronde van Lombardije |
| ---- | --------------- | -------------------- | -------------------- |
| 2014 |                 |                      | 74e                  |
| 2015 |                 |                      |                      |
| 2016 | 22e             | opgave               | opgave               |

## Ploegen
- 2013 –  Ceramica Flaminia-Fondriest
- 2014 –  Neri Sottoli
- 2015 –  Southeast
- 2016 –  Wilier Triestina-Southeast[1]
- 2017 –  Wilier Triestina-Selle Italia

Andriato · Bellini · Carretero · Cecchinel · Chicchi · Colli · Conti · Dal Col · De Patre · Failli · Fedi · Finetto · Fonzi · Gil · Miletta · Monsalve · Ponzi · Pozzo · Rabottini · Taborre · Tedeschi · Viola (stagiair)
Andriato · Belletti · Bertazzo · Busato · Carretero · Cecchinel · Conti · Dal Col · Favilli · Fedi · Finetto · Fonzi · Gavazzi · Gil · Mareczko · Monsalve · Petacchi · Ponzi · Tedeschi · Wackermann · Zhupa · Amezqueta (stagiair) · Rodríguez (stagiair)
Amezqueta · Andriato · Belletti · Bertazzo · Busato · Conti · Dal Col · Draperi · Ducournau · Fedi · Fonzi · Gil · Godoy · Mareczko · Martínez · Pozzato · Rodríguez · Sanz · Tedeschi · Trosino · Zhupa · Cañaveral (stagiair) · Errazkin (stagiair) · Raileanu (stagiair)
Amezqueta · Andriato · Belletti · Bertazzo · Busato · Cecchin · Draperi · Ducournau · Fedi · Flórez · Fonzi · Godoy · Kasjavy · Mareczko · Martínez · Mosca · Pozzato · Rodríguez · Trosino · Turrin · Zhupa · Colonna (stagiair) · Marcelli (stagiair) · Raggio (stagiair)